# Bataille de la Rivière Mbidizi
La bataille de la Rivière Mbidizi est un engagement militaire qui survient en juin 1670 entre les forces du comté de Soyo et celles de l'Angola portugais pendant la guerre civile du Kongo. Cet engagement fait partie de la campagne destinée à briser la puissance montante du Soyo dans la région. Les Portugais remportent une nette victoire et infligent de lourdes pertes à leur adversaire dont l'un des chefs est tué.

## Situation avant la bataille et guerre civile du Kongo
En 1665, le royaume de Kongo entre  en guerre contre ses alliés historiques, les Portugais. La confrontation se termine avec la bataille d'Ambuila. Une victoire portugaise au cours de laquelle le Mwene Kongo António Ier périt ainsi qu'une grande partie de la noblesse. Le royaume du Kongo sombre ensuite dans une terrible guerre civile entre la Maison Kinlaza, dont était issu le défunt roi, et la Maison Kimpangu
Le comté de Soyo, indépendant de facto depuis le milieu de la décennie 1630, était le refuge traditionnel de nombreux partisans Kimpanzu, et il peut tirer aisément avantage de ce chaos. Quelques mois seulement après la tragédie nationale de la défaite d'Ambuila, le Prince de Soyo Paulo  Ier da Silva envahit la capital São Salvador et impose comme roi son candidat, Alphonse II du Kongo et Nkondo. Il renouvelle la même opération en 1669 en installant son protégé Álvare VIII sur le trône.  
À cette époque, les autorités portugaises et le faible gouvernement central du Kongo s'inquiètent de l'ingérence de Soyo, car les Kinlaza et d'autres partis vivaient dans la crainte constante d'une intervention du Soyo, le gouverneur de Luanda craignait lui aussi de son côté la puissance croissante de Soyo  Avec désormais des contacts directs avec les commerçants néerlandais prêts à leur vendre des armes et des canons et un accès diplomatique au Pape, le Soyo était en passe de devenir un État aussi puissant que le Kongo l’avait été avant la défaite d'Ambuila. Raphaël Ier du Kongo, le faible souverain du Kongo, se résout alors à l'impensable, et demande aux autorités de l'Angola portugais d'envahir le Soyo ! En contre partie, les Portugais se voient promettre de l'argent des concessions minières et le droit d'établir une citadelle au Soyo afin d'en condamner l'accès aux Hollandais.

## Engagement

Carte du Royaume du Kongo montant les principales factions lors de la Guerre civile

Répondant à la sollicitation de  Raphaël Ier, une armée portugaise quitte Luanda en Angola portugais et se prépare à conquérir la province rebelle du Soyo en juin 1670. Le comte de Soyo Paulo da Silva et son frère Estêvão da Silva s'avancent à leur rencontre avec leur troupes de mousquetaires Bakongo mêlée à leur infanterie lourde dotée des boucliers qui avaient rendu célèbres les guerriers Bakongo
Les deux armées se rencontrent au nord de la rivière  Mbidizi (Rio Mbrije). Les Portugais remportent d'emblée le combat, comme ils l'avaient déjà fait lors de leurs premiers engagements contre les forces du royaume du Kongo lors de la bataille d'Ambuila et celle de Mbumbi. L'utilisation de boîte à mitraille par les Portugais inflige de lourdes pertes à l'armée du Soyo et la contraint à se retirer. Le comte Paulo da Silva (1658-1670) est parmi les morts Enthousiasmés par leur facile victoire, les Portugais s'emparent des boucliers de leurs ennemis et continuent de progresser en recherchant  l'occasion de poursuivre le combat dans un autre endroit et en espérant avoir une occasion de démontrer leurs propres talents guerriers et leur maîtrise du combat à l'épée.

## Conséquence
Les Portugais s'avancent à l'intérieur du  Kongo où ils affrontent de nouveau les armées du nouveau comte de Soyo  Estêvão da Silva (1670-1672) qui leur inflige une défaite décisive lors de la  bataille de Kitombo.

## Sources
- (pt) Fernando Campos, « O rei D. Pedro IV Ne Nsamu a Mbemba. A unidade do Congo », Africa. Revista do centro de Estudos Africanos, USP S. Paulo, nos 18-19,‎ 1995/1996, p. 159-199, consulté le 4 mars 2021
- (en) John K. Thornton, A history of west central Africa to 1850, Cambridge, Cambridge University Press, 2020, 365 p. (ISBN 978-1-107-56593-7), p. 197-198: Soyo a regional power..
- (en) John Kelly Thornton, The Kongolese Saint Anthony : Dona Beatriz Kimpa Vita and the Antonian Movement, 1684–1706, Cambridge University Press, 1998, 228 p. (ISBN 978-0-521-59649-7, lire en ligne)